# Luciano Bausi
Luciano Bausi (n. 14 iunie 1921, Florența, Regatul Italiei – d. 20 februarie 1995, Florența, Italia) a fost un politician italian.